# Dennenkomkommerspin
De dennenkomkommerspin (Araniella alpica) is een vrij algemene spinnensoort uit de familie wielwebspinnen. De soort komt niet voor in Nederland en België, maar wel in een groot deel van Europa. De habitat bestaat uit bergen en heuvels.
Het vrouwtje wordt 5 tot 6 mm groot, het mannetje 4 tot 5 mm. De spin heeft zes punten op het achterlijf.